# 林予
林予（1930年—？），原名汪人以，男，江西上饶人，中华人民共和国作家，曾任中国作家协会理事，黑龙江省人大代表。